# Deluz
Deluz település Franciaországban, Doubs megyében. Lakosainak száma 627 fő (2022. január 1.). Deluz Pouligney-Lusans, Osse, Roulans és Vaire községekkel határos.

## Népesség
A település népességének változása:
| Lakosok száma | 646  | 706  | 692  | 660  | 628  | 625  | 615  | 616  | 620  | 627  |
|               | 1968 | 1982 | 1990 | 2006 | 2013 | 2015 | 2017 | 2019 | 2020 | 2022 |